# 앨퀸

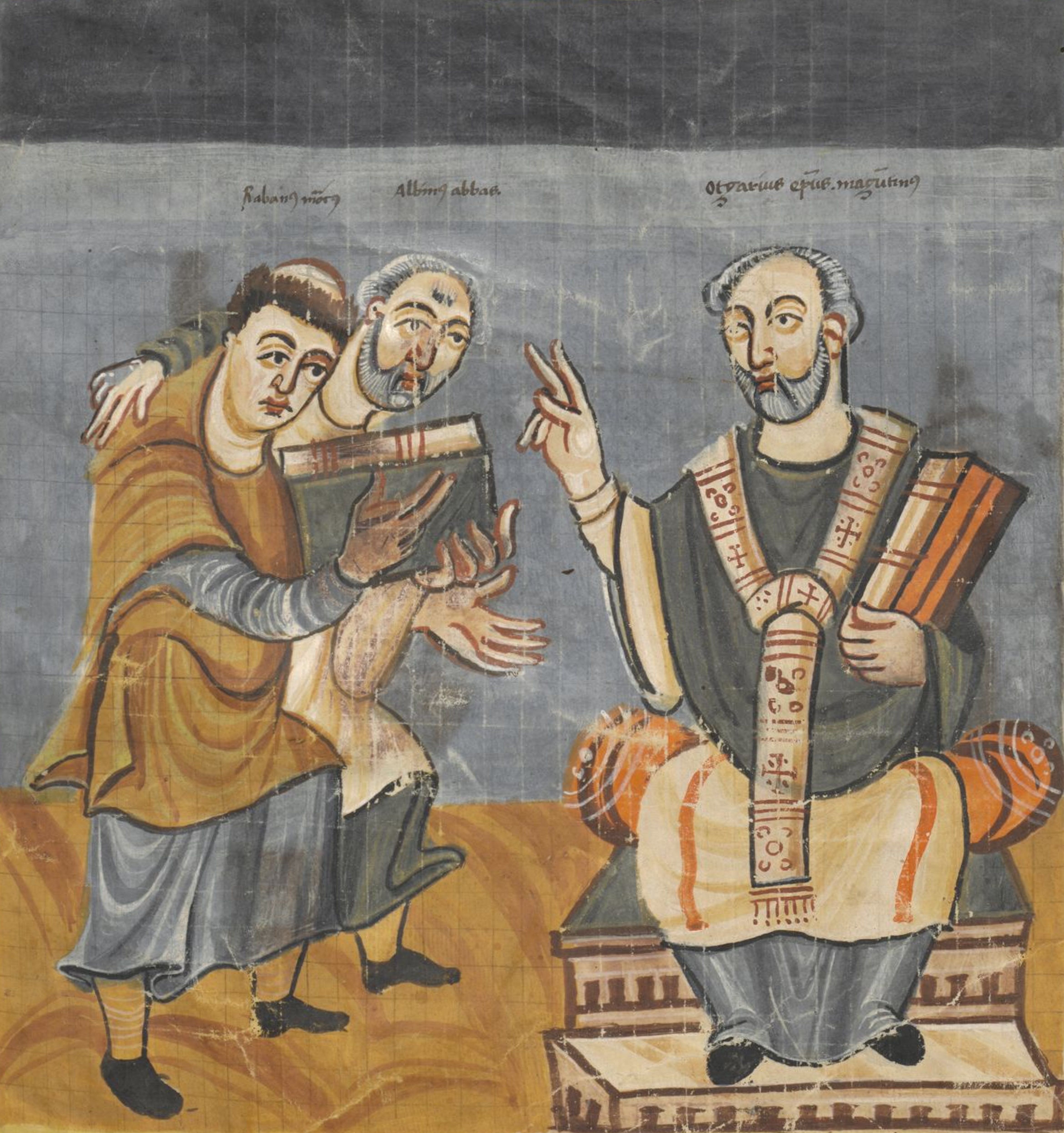
가운데 인물이 바로 알퀸이다.

앨퀸(Alcuin, 730년대 또는 740년대 ~ 804년 5월 9일)은 노섬브리아 왕국 요크 출신의 잉글랜드의 스콜라 철학자이자 교회학자이자 시인이자 선생이다. 그는 약 735년에 태어나 요크에서 에그버트(Archbishop Ecgbert)의 제자가 되었다. 카롤루스 대제의 초대로 말미암아 그는 카롤링거 법정에서 선구적인 학자이자 선생이 되었으며 이곳에서 그는 780년대, 790년대의 한 인사로 자리를 잡았다. 알퀸은 수많은 신학적, 교리적 조약들과 수많은 시를 썼다.
알퀸이 쓴 책 가운데 『마음을 민첩하게 하는 문제집』이라는 잡집은 헤론, 그리스 명문집, 인도에서 볼 수 있는 수원 (水源) 문제 등 여러 산수 문제가 포함되어 있다.

## 같이 보기
- 카롤루스 제국